# Leónidás II.

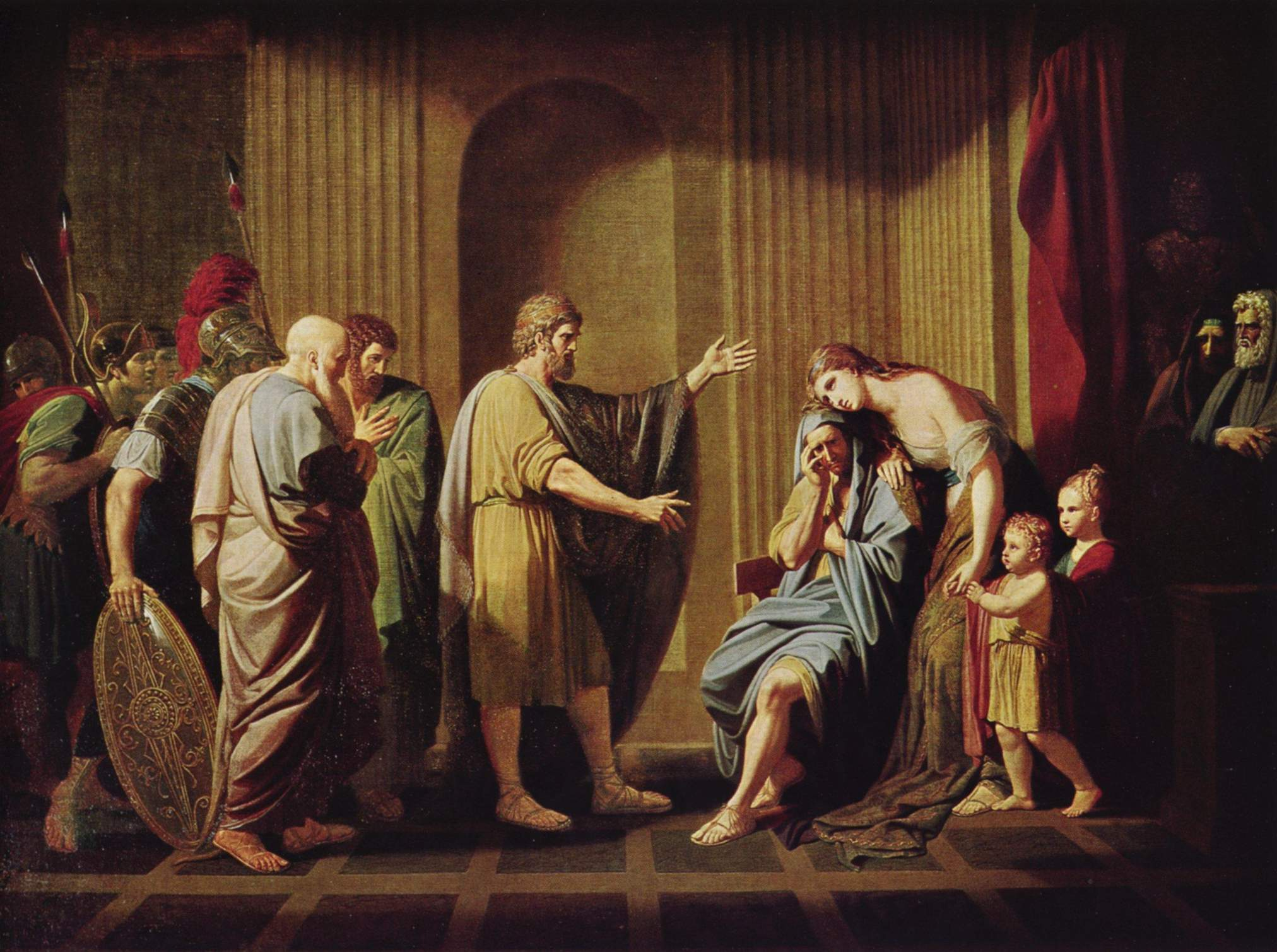
Kleombrotos II. vyhoštěn Leonidem II. králem Sparty, olejomalba, Benjamin West, 1768.

Leónidás II. (starořecky Λεωνίδας B) byl král Sparty od roku 254 před Kr. do roku 235 před Kr. Pocházel z královského rodu Agiovců. Jeho spolukráli z královského rodu Eurypontovců byli Eudamidas II. (275 – 245 před Kr.), Agis IV. (245 – 241 před Kr.) a Eudamidas III. (241 – 228 před Kr.).
Po smrti mladého krále Area II., jemuž byl poručníkem, se Leónidás II. jako jeho jediný příbuzný z královského rodu Agiovců stal jeho nástupcem, i přesto, že byl synem zrádce Kleonyma a své mládí prožil v zahraničí. Návyky, které si přinesl hlavně ze Seleukovské říše, se již velmi neodlišovaly od života ve Spartě. Sparta se změnila a tento proces probíhal již déle. Striktní dodržování Lykurgovych zákonů byly již minulostí. Majetková diferenciace se začala ve Spartě později než v jiných řeckých státech, ale její průběh byl ve Spartě rychlejší a bolestivější. Bohatství se soustředilo v rukou nevelkého počtu lidí. Obyvatel považovaných za pravé Sparťany, podle slov historika Plutarcha, zůstalo jen sedm set a těch, co vlastnili půdu a měli dědičný majetek, jen asi sto.
V roce 245 před Kr. se Leónidovým spolukrálem z rodu Eurypontovců stal Agis IV., který si umínil poměry radikálně změnit. Zavrhoval bohatství a přepych a idealizoval staré Lykurgove zřízení. Reformy, které se snažil uvést do života, se však setkaly s odporem konzervativců v čele s Eforie a králem Leonida. Když došlo na hlasování, většinou jednoho hlasu vyhráli odpůrci reformy. Agis se ale nevzdal, pomocí svého váženého strýce Eforie Lysandra si opatřil překvapivý "důkaz", že podle odhalení delfské věštírny král Leónidás nebyl Sparťan, ale synem makedonského vojáka a barbarské ženy. Bylo dosaženo, že se Eforie museli vzdát úřadu a král Leónidás trůnu. Po těchto opatřeních Gerúsia zákon schválila, ale ne v plném znění a rozsahu. Agis se musel spokojit s rozhodnutím o zrušení dluhů a jak napsal historik Plutarchos: "I snesená byli na agoru úpisy dané dlužníky, všechny složené na jednu hromadu a spáleny."
Leónidás na to opustil v doprovodu své dcery Chilonis Spartu a zeť Kleombrotos se stal jeho nástupcem. Spolukrál Agis na požádání vůdce Acháji spolku Arata (ke čemu je zavazující spojenecká smlouva) musel odejít pomoci v bojích proti Aitólčanům. Během jeho nepřítomnosti se odpůrcům reformy podařilo znovu dosadit na trůn Leonida. Po návratu z vojenské výpravy krále Agida odvlekli do vězení a po rozhodnutí nových Eforie popravili.
V roce 235 před Kr. král Leónidás zemřel a spartský trůn obsadil jeho syn Kleomenes, který se oženil s vdovou
Agiatis po králi Agidovi.